# UFC 306
UFC 306 - Riyadh Season Noche UFC: O'Malley vs. Dvalishvili（ユーエフシー・スリーオーシックス - リヤド・シーズン・ノーチェ・ユーエフシー：オマリー・バーサス・ドバリシビリ）は、アメリカ合衆国の総合格闘技団体「UFC」の大会の一つ。2024年9月14日、ネバダ州ラスベガスのスフィアで開催された。

## 大会概要
UFC Fight Night: Grasso vs. Shevchenko 2に続いて、メキシコの独立記念日を記念する大会となった本大会は王者ショーン・オマリーと挑戦者メラブ・ドバリシビリによるUFC世界バンタム級タイトルマッチ、王者アレクサ・グラッソと挑戦者ヴァレンティーナ・シェフチェンコによるUFC世界女子フライ級タイトルマッチが組まれた。また、本大会はサウジアラビア娯楽庁のリヤド・シーズンと提携し、大会名が正式に「Riyadh Season Noche UFC」（リヤド・シーズン・ノーチェ・ユーエフシー）に変更され、UFCがスポンサーを大会名に起用したのはこれが史上初となった。

## 試合結果

### アーリープレリム
第1試合 バンタム級 5分3R
○  ラウル・ロザス・ジュニア vs.  アオリ・チロン ×
3R終了 判定3-0（29-28、29-28、29-28）

### プレリミナリーカード
第2試合 フライ級 5分3R
○  ジョシュア・ヴァン vs.  エドガー・チャイレス ×
3R終了 判定3-0（29-28、29-28、29-28）
第3試合 女子ストロー級 5分3R
○  ケトレン・ソウザ vs.  ヤスミン・ハウレギ ×
1R 3:02 リアネイキドチョーク
第4試合 ライト級 5分3R
○  イグナシオ・バハモンデス vs.  マヌエル・トーレス ×
1R 4:02 TKO（右ストレート→パウンド）
第5試合 女子バンタム級 5分3R
○  ノルマ・ドゥモン vs.  アイリーン・アルダナ ×
3R終了 判定3-0（30-27、30-27、30-27）

### メインカード
第6試合 フライ級 5分3R
○  ロナルド・ロドリゲス vs.  オデー・オズボーン ×
3R終了 判定3-0（29-28、29-27、29-27）
第7試合 ライト級 5分3R
○  エステバン・リボビクス vs.  ダニエル・ゼルフーバー ×
3R終了 判定2-1（29-28、28-29、29-28）
第8試合 フェザー級 5分3R
○  ディエゴ・ロペス vs.  ブライアン・オルテガ ×
3R終了 判定3-0（30-26、30-27、30-27）
第9試合 UFC世界女子フライ級タイトルマッチ 5分5R
○  ヴァレンティーナ・シェフチェンコ vs.  アレクサ・グラッソ ×
5R終了 判定3-0（50-45、50-45、50-45）
※シェフチェンコが王座獲得に成功。
第10試合 UFC世界バンタム級タイトルマッチ 5分5R
○  メラブ・ドバリシビリ vs.  ショーン・オマリー ×
5R終了 判定3-0（49-46、48-47、48-47）
※ドバリシビリが王座獲得に成功。

### 各賞
ファイト・オブ・ザ・ナイト：エステバン・リボビクス vs. ダニエル・ゼルフーバー
パフォーマンス・オブ・ザ・ナイト：イグナシオ・バハモンデス、ケトレン・ソウザ
各選手にはボーナスとして5万ドルが授与された。

### カード変更
負傷などによるカードの変更は以下の通り。